# Ramón Vázquez Molezún
Ramón Vázquez Molezún (La Coruña, 2 de septiembre de 1922 - Madrid, 1 de octubre de 1993) fue un arquitecto español.

## Biografía
Nació el 2 de septiembre de 1922 en La Coruña, España. Era primo del artista Manuel Molezún.
En 1948 obtuvo el título de arquitecto por la Escuela Técnica Superior de Arquitectura de Madrid.
Entre 1949 y 1952 vivió en la Academia de España en Roma con una beca. Durante estos años Molezún adquirió una Lambretta C125 que transformó hasta convertirla en una verdadera casa portátil con la que viajó por Europa. Molezún fotografió paisajes y edificios que visitó durante los más de 100.000 km recorridos en este gran viaje. Entre 1950 y 1952 fue también corresponsal en Roma de la Revista Nacional de Arquitectura. Muchas de las fotografías y dibujos que realizó durante sus viajes por Europa se incluyeron en la revista. 
En 1952, junto a José Antonio Corrales, inicia colaboración en numerosos proyectos.
Entre 1981y 1985 fue profesor de Proyectos III en la Escuela Técnica Superior de Arquitectura de la Universidad Politécnica de Madrid.
Murió el 1 de octubre de 1993 en Madrid, España.

## Obras principales
Ver Corrales y Molezún.

## Premios
- 1947 1ª Medalla en la exposición de Acuarelistas de España y Portugal, por la obra Paseo de los Melancólicos.
- 1949 Gran Premio de Roma por el proyecto de Faro votivo a Santiago Apóstol.
- 1951 Premio de la Dirección General de Bellas Artes por el Teatro al aire libre, homenaje a Gaudí, en la I Bienal Hispanoamericana celebrada en Madrid.
- 1952 Medalla del Ministerio de Educación Nacional en la exposición de Bellas Artes.
- 1953 Gran Premio del Ministerio de Educación Nacional por el proyecto de Museo de Arte Contemporáneo y Palacio de Exposiciones en la II Bienal Hispanoamericana celebrada en La Habana.
- 1953 Premio Nacional de Arquitectura.
- 1955 Premio de Arquitectura de la Trienal de Arte de Milán.
- 1955 Premio Nacional de Arquitectura por el Museo de Arte Contemporáneo y Palacio de Exposiciones.
- 1955 Primer Premio en el Concurso de Proyectos para la Delegación de Hacienda de La Coruña.
- 1955 Segundo Premio por el proyecto de  Facultad de Ciencias de Barcelona.
- 1956 Primer Premio para la realización del Pabellón de España en la Exposición Universal de Bruselas para 1958.
- 1957 Primer Premio por el proyecto Residencia Infantil para Cristalera Española.
- 1959 Premio del Círculo de Estudios de Arquitectura de París.
- 1961 Primer Premio en el Concurso para la Urbanización de la Huerta del Rey en Valladolid.
- 1962 Tercer Premio en el Concurso para la Prolongación de la Alameda de Málaga.
- 1963 Segundo Premio en el Concurso de anteproyectos para la Esciela Técnica Superior de Ingenieros de Caminos, en la Ciudad Universitaria de Madrid.
- 1964 Segundo Premio en el concurso de anteproyectos para el Pabellón Español en la Feria Mundial de Nueva York.
- 1964Tercer Premio en el concurso internacional para la ópera de Madrid.
- 1970 Primer Premio en el Concurso para el edificio central de Bankunión en Madrid.
- 1971 Segundo Premio en el concurso para la Sede Central del Banco de Bilbao en Madrid.
- 1972 Premio Mundial del Industrial Building Design en Chicago.
- 1972Primer Premio en el concurso del nuevo edificio Banco Pastor en Madrid.
- 1973 Primer Premio en el concurso del Parador Nacional de la Seo de Urgel.
- 1974 Primer Premio en el concurso de anteproyectos del Edificio Central de Renfe Chamartín.
- 1975 Primer Premio en el concurso de edificio de oficinas centrales de Aviaco.
- 1975 Primer Premio en el concurso Nuevo Gran Kursaal en San Sebastián.
- 1977 Primer Premio en el concurso de los Laboratorios Ibys en Tres Cantos (Madrid).
- 1978 Premio Juan de Villanueva de Arquitectura por el edificio Banco Pastor.
- 1978 Primer Premio por Proyecto Urbanización Sotogrande, San Roque (Cádiz).
- 1984 Primer Premio en el Concurso para Residencia del Banco Exterior de España en Conil de la Frontera (Cádiz).
- 1989 Encargo por Concurso de la Universidad Politécnica Carlos III en Leganés.
- 1992 Medalla de Oro de la Arquitectura (CSCAE).
- 1993 Medalla Castelao.
- 1995 A título póstumo, la Medalla de Oro de Honor Unión Fenosa.